# 甘珠爾
甘珠爾（藏語：བཀའ་འགྱུར，威利转写：bka' 'gyur，藏语拼音：Kanjur，又稱正藏）是藏文大藏經的一部分，意思是「佛語翻譯」，主要是佛陀所说教法（经藏、律藏）之藏文翻譯。相對者丹珠爾是印度祖師論述（論藏）之藏文翻譯。
藏文大藏经版本甚多，内容互异，其中以德格藏、新奈塘藏、北京藏等三种最具代表性，尤以德格版为现存最完好最正确的一部。德格版比较其他版本错别字重复错误的段落少，并且当初刻完内容分两部（甘珠尔、丹珠尔）二十四类，其中甘珠尔部包括律部、般若部、华严部、宝积部、经部（分大乘经与小乘经）、秘密部（分十万怛特罗部、古怛特罗）及总目录等，凡一百函七百余部。
布敦主张甘珠尔分为显教经乘与密宗咒乘，经乘中又依佛陀说法时代之先后，分初、中、后三次法轮。初法轮乃佛于鹿野苑所说之四谛法与根本戒律等；中法轮为佛于灵鹫山所说之无相法，如般若经等；后法轮为佛于毗舍离城等处所说之分别法，如华严、宝积等经。 
在台灣，流傳較廣的版本是台北版（與德格版一樣）和龍藏經。台北版的藏文大藏經收藏在國家圖書館、中央研究院、國立政治大學、佛光大學佛教學系圖書館、中華佛學研究所、法光佛教文化研究所等。龍藏經則收藏在故宮圖書館和佛光大學等。
目前較有名的甘珠爾為康熙《龍藏經》108函，現全套典藏於中華民國國立故宮博物院。而乾隆帝事事效法其祖，乾隆年間也由內府製作了藏文泥金寫本的《大藏經》，其中十二函藏於中華民國國立故宮博物院，則另外96函收藏於北京故宮博物院。
苯教甘珠爾則是苯教模仿佛教的經典，而製作成的經典集。他的模式也仿照甘珠爾與丹珠爾，但其丹珠爾拼法不同（brTen 'gyur）。而苯教大藏經的甘珠爾稱為「噶」（Ka, bka'），而丹珠爾稱為「噶丹」（Katen，bka' brTen）。

## 延伸閱讀
- 扎呷（2008）。《藏文大藏經概論》。西寧：青海人民出版社。
- 布楚、尖仁色（2012）。《琉璃明鏡：藏文大藏經之源流、特點、版本及對勘出版》。北京：中國藏學出版社。
- 辛嶋靜志（2014）。〈論《甘珠爾》的系統及其對藏譯佛經文獻學研究的重要性〉，《中國藏學》114，頁31-37。